# Fritz Klauber
Fritz Bernhard Klauber (* 14. Juni 1882 in Dresden; † 24. März 1965) war ein deutscher Romanist, Redakteur, Schriftleiter der Sächsischen Staatszeitung und Lektor in der Sächsischen Staatskanzlei.

## Leben
Er war der Sohn des Metallwarenfabrikanten Bernhard Klauber in Dresden. Nach dem Schulbesuch studierte er an der Universität Heidelberg, wo er am 12. Juni 1913 zum Dr. phil. promovierte. Das Thema seiner Dissertation lautete: Charakteristik und Quellen des altfranzösischen Gedichtes Esclarmonde.
Er war mindestens seit 1920 Redakteur und wissenschaftlicher Hilfsleiter bei der Schriftleitung der Sächsischen Staatszeitung, bevor er von Arthur Graefe nach dem Tod des Schriftstellers Alfred Pröhl im September 1931 dessen Stelle als Lektor in der Nachrichtenstelle der Sächsischen Staatskanzlei in Dresden übernahm. In diesem Zusammenhang erfolgte seine Ernennung zum Regierungsrat. Zum 31. März 1932 gab Klauber die Einstellung der Sächsischen Staatszeitung bekannt. 1932 war er für die Herausgabe der Mitteilungen des Sächsischen Verwaltungsblatts verantwortlich. Nach der „Machtergreifung“ der Nationalsozialisten 1933 wurde er als Regierungsrat in den Ruhestand versetzt.
Am 15. März 1935 erhielt er vom Gewerbeamt des Rats zu Dresden eine Legitimationskarte ausgestellt, die ihn als Handlungsreisenden für Postkarten ausweist.

## Schriften (Auswahl)
- Deutschland und der Völkerbund. In: Sächsische Staatszeitung, Dresden, vom 5. Juni 1920.
- König Friedrich August II. von Sachsen in Montenegro. In: Dresdner Anzeiger, 1913, Nr. 127, S. 9.
- Charakteristik und Quellen des altfranzösischen Gedichtes Esclarmonde. Heidelberg, 1913.
- Die Wörter der Apatschen – Sprache im Reiseroman „Winnetou“. 1921.
- Landaufenthalt. In: Über Land und Meer, 1921, S. 617.
- Das zwölfjährige Mönchlein und Wenn ich ein Weiser wär [...]. In: Westermanns Monatshefte, Band 66, 1922.
- Das Dresden der Gegenwart. In: Illustrirte Zeitung, Band 159, 1922, S. 70f.
- Siebzehn Skaple. In: Das Neue Geschlecht. Nr. 48, 1928, Sp. 2643.
- Was ich mir dabei dachte. In: Karl-May-Jahrbuch 1929, S. 27–29.